# Понти-Нова (микрорегион)

Понти-Нова на карте.

Понти-Нова (порт. Microrregião de Ponte Nova) — микрорегион в Бразилии, входит в штат Минас-Жерайс. Составная часть мезорегиона Зона-да-Мата. 
Население составляет 187 147	человек (на 2010 год). Площадь — 4868,620	 км². Плотность населения — 38,44 чел./км².

## Демография
Согласно сведениям, собранным в ходе переписи 2010 г. Национальным институтом географии и статистики (IBGE), население микрорегиона составляет:						
| Полное население                             | Полное население                             | Полное население                             | Полное население                             | 187 147 |
| -------------------------------------------- | -------------------------------------------- | -------------------------------------------- | -------------------------------------------- | ------- |
| в том числе:                                 | Городское население                          | 132 411                                      | Процент городского населения, %              | 70,75   |
|                                              | Сельское население                           | 54 736                                       | Процент сельского населения, %               | 29,25   |
|                                              | Мужское население                            | 91 818                                       | Процент мужского населения, %                | 49,06   |
|                                              | Женское население                            | 95 329                                       | Процент женского населения, %                | 50,94   |
| Плотность населения, чел/км²                 | Плотность населения, чел/км²                 | Плотность населения, чел/км²                 | Плотность населения, чел/км²                 | 38,44   |
| Население микрорегиона в % к населению штата | Население микрорегиона в % к населению штата | Население микрорегиона в % к населению штата | Население микрорегиона в % к населению штата | 0,95    |

## Статистика
- Валовой внутренний продукт на 2006 год составляет 1 368 878 058,77 реалов (данные: Бразильский институт географии и статистики).
- Валовой внутренний продукт на душу населения на 2006 год составляет 4767,62 реалов (данные: Бразильский институт географии и статистики).
- Индекс развития человеческого потенциала на 2006 год составляет 0,715 (данные: Программа развития ООН).

## Состав микрорегиона
В составе микрорегиона включены следующие муниципалитеты:
1. Акаяка
2. Барра-Лонга
3. Дон-Силвериу
4. Гуарасиаба
5. Жекери
6. Ораториус
7. Пьедади-ди-Понти-Нова
8. Понти-Нова
9. Раул-Соарис
10. Риу-Каска
11. Риу-Доси
12. Санта-Крус-ду-Эскалваду
13. Санту-Антониу-ду-Грама
14. Сен-Пейши
15. Серисита
16. Сан-Педру-дус-Феррус
17. Урукания
18. Вермелью-Нову